# TOPS-20

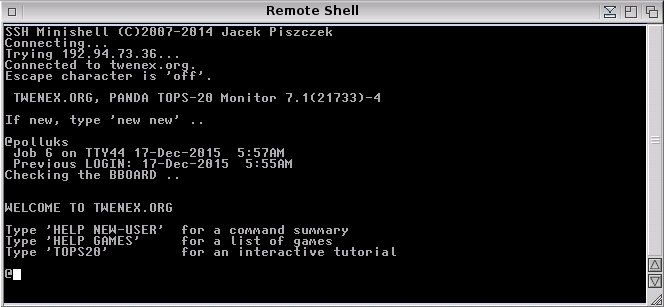
Inloggning

TOPS-20 är ett operativsystem för PDP-10-datorer framtaget av Digital Equipment Corporation (DEC) och blev det mest populära operativsystemet till PDP-10, och föredrogs av de flesta användare framför TOPS-10. Det hade en bakgrund i TENEX från BBN, och köptes av DEC och döptes efter anpassning till en ny processor till TOPS-20. 